# داون رابینسون
داون شرس رابینسون (زاده ۲۴ نوامبر ۱۹۶۶ یا ۱۹۶۸) یک خواننده و بازیگر آمریکایی است که بیشتر به عنوان یکی از اعضای بنیانگذار گروه R&B / پاپ En Vogue شناخته می‌شود. او پس از جدایی او از En Vogue، به لوسی پرل پیوست و اولین آلبوم خود را با نام لوسی پرل در سال ۲۰۰۰ منتشر کرد که در سراسر جهان پلاتین شد و تک آهنگ‌های موفق " Dance Tonight " و " با مرد من مزاحم نشو " را تولید کرد.
رابینسون که در نیو لندن، کانکتیکات به دنیا آمد، بزرگ‌ترین فرزند از سه فرزند جان دبلیو رابینسون (۱۹۴۳–۲۰۱۴) و باربارا الکساندر بود.
رابینسون یک بار ازدواج کرده و فرزندی ندارد. رابینسون از ۲۴ مه ۲۰۰۳ تا ۲۰۱۰ با آندره «دره» آلن ازدواج کرد در سال ۲۰۱۲، رابینسون در مورد رابطه خود با بازیکن سابق بین‌المللی فوتبال، نماد مد بریتانیا و هنرمند ضبط گروه موسیقی برتلزمن کریستوفر نیلز کانولی صحبت کرد. رابینسون در برنامه رئالیتی اش R&B Divas LA اظهار داشت که مشتاقانه منتظر تشکیل خانواده با کانولی است. در طی مصاحبه ای با رادیو فوبار در ژوئیه ۲۰۱۷، رابینسون اظهار داشت که آنها دیگر با هم نیستند.

## دیسکوگرافی

### آلبوم‌های استودیویی
- سپیده دم (۲۰۰۲)

### آلبوم‌های همکاری
- لوسی پرل (با لوسی پرل) (2000)

## فیلم‌شناسی

### فیلم‌های
| سال  | عنوان           | نقش                                     |
| ---- | --------------- | --------------------------------------- |
| ۱۹۹۰ | ۴۸ ساعت دیگر    | دختر دستشویی                            |
| ۱۹۹۵ | دختر تانک       | مدل                                     |
| ۱۹۹۵ | بتمن برای همیشه | دختری در گوشه شماره ۴                   |
| ۱۹۹۷ | باردار شدن آدا  | حامی باشگاه                             |
| ۱۹۹۸ | فیلم روگرتس     | نوزاد تازه متولد شده (صدای آواز خواندن) |
| ۱۹۹۹ | زندگی           | کلاب کرونر                              |
| ۲۰۰۰ | شفت             | لنوکس لانژ حامی                         |
| ۲۰۰۶ | آخرین درخواست   | کهربا                                   |
| ۲۰۱۰ | ملکه رسانه      | Wok Pd                                  |

### تلویزیون
| سال  | عنوان                     | نقش              | قسمت                                              |
| ---- | ------------------------- | ---------------- | ------------------------------------------------- |
| ۱۹۹۰ | قطار روح                  | خودش             | قسمت: "Tyler Collins/EnVogue"                     |
| ۱۹۹۲ | بعد… با جولز هلند         | خودش             | اپیزود: "اپیزود شماره ۱٫۶"                        |
| ۱۹۹۳ | در رنگ زنده               | خودش             | ۲ قسمت                                            |
| ۱۹۹۳ | خیابان کنجد               | خودش             | اپیزود: "تلی وانمود می‌کند که مرد مثلثی است"       |
| ۱۹۹۳ | دنیای متفاوت              | هنریتا           | اپیزود: "به کار خود فکر کن"                       |
| ۱۹۹۳ | راک                       | دیواهای مرکز شهر | بازیگران تکراری: فصل ۲                            |
| ۱۹۹۵ | SeaQuest DSV              | سارا تونین       | قسمت: "واترگیت"                                   |
| ۲۰۱۳ | دیواهای R&amp;B: لس آنجلس | خودش             | بازیگران اصلی: فصل ۱                              |
| ۲۰۱۳ | زندگی پس از               | خودش             | اپیزود: "شریل لی رالف: زندگی پس از دختران رویایی" |